# قصر بردك سياة
قصر بردك سياة (بالفارسية: کاخ بردک‌سیاه) هو قصر تاريخي يعود إلى عصر أخمينيون، ويقع في برازجان.